# Sharp Objects (novel·la)
Sharp Objects és la primera novel·la de l'escriptora nord-americana 2006 Gillian Flynn. El llibre va ser publicat per primera vegada en l'editorial Shaye Areheart el 26 de setembre de 2006 i va ser posteriorment reimprès a través de Broadway Books. La novel·la segueix a Camille Preaker, una periodista en un diari que ha de tornar a la seva ciutat natal per investigar una sèrie d'assassinats brutals.

## Personatges

### Principals
- Camille Preaker: Una periodista jove que treballa al Chicago Daily que intenta millorar la seva situació a Chicago. Per anys ha estat patint la mort de la seva germana Marian quan ella era molt jove. Camille va passar temps en un hospital psiquiàtric a prop de Chicago després d'anys d'autolesions.
- Amma Crellin: La germanastra de Camille, de 13 anys, prominent a la ciutat de Wind Gap, Missouri. Viu una doble vida com la filla perfecta d'Adora mentres que tracta sense respecte a la resta de la ciutat.
- Adora Crellin: La mare de Camille i Amma, una dona estricta que rarament mostra emoció alguna cap a Camille, i tracta a Amma com una nadó. La seva família és la més rica del poble i posseeix nombrosos negocis a l'àrea, així com una ferma presència en els moviments en Wind Gap.

### Secundaris
- Detectiu Richard Willis: Un detectiu de la divisió d'homicidi de Kansas City, que té la missió d'investigar els crims que succeeixen a Wind Gap.
- Alan Crellin: Marit d'Adora, pare biològic d'Amma i Marian, padrastre de Camille. Ell és un home reservat, callat i creu tot el que li diu Adora, encara sigui una mentida. Li permet a l'Amma fer tot el que desitgi i li proveeix tot el que li demana.
- Ann Nash i Natalie Keene: Dues víctimes innocents d'un delicte aterridor a Wind Gap, que és investigat per Camille Preaker i el Detectiu Willis. Ann, de 9 anys, és la primera víctima i Anne, de 10 anys, és la segona.
- Cap Vickery: Cap de policia en Wind Gap, qui va sol·licitar ajuda al Detectiu Willis per investigar els delictes.
- John Keene: El germà de la Natalie, de 18 anys. Ell és un dels sospitosos principals en els assassinats, i la seva coartada durant la desaparició de la seva germana li és sospitosa tant a la policia com a la resta del poble.
- Frank Curri: l'editor en cap de Camille, així com el seu superior i amic. Ell anima a la Camille a tornar a Wind Gap per cobrir una sèrie d'assassinats sense resoldre a la seva ciutat natal.

## Sinopsi
Camille Preaker treballa com a periodista en un diari petit. No està particularment satisfeta amb el seu treball, el qual inclou escriure històries sobre casos de negligència humana i crims com l'assassinat. Camille es porta bé amb el seu cap, Curri, qui la va recolzar durant la seva hospitalització recent a causa de les seves autolesions deliberades. Camille s'ha tallat moltes paraules en el seu cos—, ja que anteriorment se les va imaginar sobre la seva pell. Curri li assigna una nova tasca que consisteix a tornar a la seva ciutat natal, Wind Gap, Missouri, on una noia ha estat assassinada i una més està desapareguda.
Una vegada en Wind Gap, Camille indaga sobre els delictes amb els habitants, incloent a la família d'Ann Nash, la noia assassinada. La policia local no és molt oberta a parlar sobre l'assassinat, però el xèrif de ciutat li comunica extraoficialment a Camille que ell creu que l'assassí és un habitant de Wind Gap, no un foraster. Aviat el cos de la noia desapareguda, Natalie Keene, és descobert en un carreró a la ciutat. Tant ella com Ann van ser escanyades, i se'ls van remoure totes les dents. Camille publica una història, però Curri li demana que es quedi en Wind Gap per continuar la cobertura dels assassinats.
Mentre està Wind Gap, Camille es retroba amb la seva família, la seva mare Adora i la seva germanastra Amma. Camille mai havia tingut una bona relació amb la seva mare, ja que Adora sempre va mostrar preferència per Marian, la germana menor de la Camille, qui va morir a causa d'una malaltia sense especificar quan Camille era jove. Amma, qui va néixer després de la mort de Marian, ha crescut com una adolescent acaronada que es comporta com una nena petita davant de la seva mare per ocultar que el seu ús d'alcohol, drogues i la seva promiscuïtat. Camille contacta amb un detectiu de Kansas City, Richard Willis, qui va ser enviat per investigar a un potencial assassí en sèrie.
Mentre Camille continua la seva recerca, comença una relació sexual amb Richard. En cada trobada amb ell, Camille evita treures la roba, ja que li fa por que ell la rebutgi si veu totes les seves cicatrius. Camille i Amma es coneixen i comencen a oblidar les seves diferències. Camille i Amma van a una festa en la qual beuen molt i prenen drogues. En tornar, Camille desperta per trobar que Adora li està cuidant, donant-li píndoles que la fan emmalaltir. Camille s'horroritza al saber que Adora li fa això a Amma sovint, i s'adona que la malaltia de Marian va ser provocada per Adora —l'anomenad Síndrome de Münchhausen. Després d'investigar, Camille troba una carta escrita per una infermera que cuiadava de la Marian que demostra que ella tenia aquestes mateixes sospites. Camille descobreix que també Richard creu que Adora és responsable dels assassinats d'Ann i Natalie. Ella torna a la casa de la seva mare, on Adora enverina a Camille i intenta cuidar les seves ferides mentre li dona un bany.
Camille es desmaia, però al despertar-se troba a Richard i la policia arrestant a la seva mare. Richard està atemorit en veure les cicatrius, després de la qual cosa acaba la seva relació, malgrat les seves anteriors declaracions d'enamorar-se autènticament d'ella. A Adora se li imputen els càrrecs d'assassinats de Marian i les dues noies, i Amma va a Chicago a viure amb Camille. Al principi Amma sembla recuperar-se de l'abús que va sofrir a les mans d'Adora, però poc després de començar a prendre classes en una escola de nenes a Chicago, es troba a una de les seves companyes de classe assassinada, a la qual li van extreure sis de les seves dents. Llavors es revela que, encara que Adora va assassinar en efecte a Marian, Amma va ser al final la responsable pels assassinats recents i que ho va fer en part a causa que estava gelosa de l'atenció que Adora li donava a les noies. En un arravatament, Camille es torna a infligir talls a la pell, però és detinguda per Curri i la seva esposa, que la prenen com la seva pròpia filla. La història acaba amb Camille, qui aprèn a rebre les cures pròpies d'una nena i una filla per primera vegada.

## Producció
Flynn va escriure Sharp Objects alhora que treballava com a reportera per Entertainment Weekly, principalment en nits i caps de setmana, unes quantes hores alhora. Mentre escrivia Sharp Objects, Flynn va trobar que era difícil mantenir el to "humit i gòtic" del llibre, ja que no volia que fos similar al treball comparativament feliç que feia per EW."

## Recepció crítica
La crítica va estar principalment positiva. Kirkus va donar una revisió favorable pel llibre, dient "molt efectiu i genuïnament aterridor" El diari Star-Herald també va donar una revisió positiva, lloant les revelacions graduals del llibre. El diari Star-Herald també en va fer una crítica positiva, alabant-ne les revelacions graduals del llibre.

### Palmarès
- New Blood Fiction Dagger de Crime Writers' Association (2007, guanyador)[7]
- Ian Fleming Steel Dagger de Crime Writers' Association (2007, guanyador)
- Duncan Lawrie Dagger from de Crime Writers' Association (2007, nominat)

## Adaptacions
En 2008, es va reportar que la directora britànica Andrea Arnold estaria dirigint una adaptació de la novel·la per a companyia de producció francesa Pathé, però el projecte mai es va materialitzar.
En 2012, Flynn va confirmar que Blumhouse Produccions i Alliance Films havien comprat els drets de producció d'una pel·lícula en la qual Flynn treballaria com a guionista.
El 9 de juliol de 2014, es va anunciar que Entertainment One faria l'adaptació de Sharp Objects a una minisèrie televisiva del mateix nom en la qual Flynn treballaria com a productora executiva juntament amb Jason Blum i Charles Layton. Marti Noxon Va escriure el guió pilot. HBO va anunciar que es farien vuit episodis d'una hora l'1 d'abril de 2016. Sharp Objects és protagonitzada per Amy Adams com Camille Preaker i està dirigida per Jean-Marc Vallée. La sèrie va començar el rodatge en diverses ubicacions de Califòrnia i en Barnesville, Geòrgia al març de 2017 i es va estrenar el 8 de juliol de 2018.